# 엘리자베스 헐리
엘리자베스 "리즈" 헐리(영어: Elizabeth "Liz" Hurley, 1965년 6월 10일 ~ )는 잉글랜드의 배우, 모델이다. 29세 때 에스티 로더의 모델로 데뷔했다. 이후 다양한 에스티 로더 제품 모델로 활약하며 이름을 알려나갔다.

## 생애
1990년대에 배우 휴 그랜트 여자 친구로 유명했다. 휴 그랜트가 1994년 영화 《네 번의 결혼식과 한 번의 장례식》을 통해 국제 인지도를 얻으면서 덩달아 이름을 알렸다. 특히 미국 로스앤젤레스에서 진행된 《네 번의 결혼식과 한 번의 장례식》 프리미어 행사에서 입고 나온 파격적인 검은색 베르사체 드레스가 전세계에서 화제를 몰았다.
배우로서는 1997년 영화 《오스틴 파워: 제로》의 버네사 켄징턴 역과 2000년 영화 《일곱가지 유혹》의 악마 역으로 유명하다.

## 출연 작품

### 영화
- 패신저 57 (1992)
- 오스틴 파워: 제로 (1997)
- 오스틴 파워 (1999)
- 화성인 마틴 (1999)
- 일곱가지 유혹 (2000)
- 못말리는 이혼녀 (2002)
- 웨이트 오브 워터 (2002)

### 텔레비전
- 가십걸 (2011-12)
- 런어웨이즈 (2019)